# Авоська
Аво́ська (сетка) — сетчатая, сплетённая из суровых нитей, хозяйственная сумка, используемая преимущественно для посещения рынков и магазинов. 
В сложенном виде авоська занимает мало места, и поэтому её удобно брать с собою в дамскую сумочку, в портфель или в карман. Во времена дефицита в СССР люди нередко носили авоську с собой на случай — аво́сь удастся что-то купить (обычно в обеденный перерыв или по дороге с работы домой). Кроме того, в советских магазинах не было полиэтиленовых пакетов для покупок, и сумку нужно было приносить с собой.
Чтобы авоськи было удобнее держать, они иногда выпускались с надетыми на ручки гибкими трубками. Вместе с авоськами нередко использовались особые крючки для подвешивания сумки на край стола или на поручень в общественном транспорте. В СССР авоськи плели на предприятиях Всесоюзного общества слепых (ВОС). Котомка классической авоськи сплетена в 14 рядов по 24 ячейки. Максимальная нагрузка — 70 кг.
В Западной Европе авоська («string bag» или «fishnet bag») также имела несколько пиков популярности. Имеется и другая, буквальная версия перевода: «maybe bag». Всплески моды приходятся на 1960-е и 1980-е годы.
В настоящее время на постсоветском пространстве авоськи практически полностью вытеснены из широкого пользования пластиковыми пакетами. В странах Запада string bag, связанный из натуральных ниток, позиционируется как экологичная продукция многоразового использования (цена в 2014 году могла доходить до десятков евро за экземпляр), но встречается нечасто.

## Происхождение
Сумки в виде сетки использовались ещё архаичными фуражирами — преисторическими индейцами[значимость факта?].
Во Франции сетчатые сумки (фр. filet à provisions, «сетка для продуктов») производятся с конца XIX века. Упоминание о сумке такого рода можно найти в переписке Антона Павловича Чехова, который в письме М. П. Чеховой от 8 февраля 1898 года пишет из Ниццы: «Получила ли мешок из сетки? Это для овощей. Тут кухарки на базар ходят с такими саками».
Авоська современного вида, вероятно, была изобретена в Чехии в 1920-е годы. Вавржин Крчил, живший в окрестностях города Ждяр-на-Сазаве, начал выпускать сеточки для волос. А когда на них не стало спроса, добавил к ним ручки — так появилась на свет сетчатая сумка, быстро завоевавшая большую популярность.

## Название
Название «авоська» происходит от русского слова «авось» («возможно», «надеюсь, что»). Слово «авоська» существовало уже в начале 1920-х. Графиня Александра Львовна Толстая пишет в 1920-м: «Люди шли по мостовой, таща за собой санки, или несли мешки, сумки, прозванные „авоськами“ — авось что-нибудь раздобудут,— кусочек масла, конины, сухую воблу или селедку».
Впервые широко слово прозвучало в 1935 году (по другим данным — в 1939 году со сцены Колонного зала Дома союзов) в монологе в исполнении Аркадия Райкина, одним из персонажей которого стал невзрачный мужичок с сумкой в руках. И, демонстрируя её зрителям, он объяснял: «А это авоська. Авось-ка я что-нибудь в ней принесу…».
Автор монолога — писатель-сатирик Владимир Поляков.
Как пишет Вадим Шефнер в своих мемуарах, это название возникло в 1930-е годы:
В те годы вползло в быт словечко «блат», появились «блатмейстеры», то есть ловкачи, которые по знакомству добывали себе всё, чего хотели. А продуктовая сумка была переименована в «авоську» — авось удастся принести в ней домой что-нибудь такое, чего по карточкам не выдают.
По версии Бориса Балтера, высказанной им в повести «До свидания, мальчики», слово «авоська» впервые прозвучало в Евпатории в 1933 году на выступлении комического артиста Владимира Хенкина.
Существуют и другие версии происхождения слова.

## Применение
В сложенном виде авоська занимает минимальный (из всех возможных типов сумок) объём, легко помещается даже в самом маленьком кармане; легко стирается и быстро сохнет.
В авоське удобно переносить бахчевые культуры — арбузы, дыни, тыквы.
Из отрицательных особенностей стоит отметить сложность ремонта и тот факт, что всё содержимое открыто обзору. Впрочем, в обычной авоське умудрялись носить даже яйца, хотя существовала и специальная разновидность авоськи с небольшим пластиковым донцем для переноски хрупких предметов, но этот вариант встречался редко.
Несмотря на кажущуюся архаичность, авоська имеет свои преимущества — выступающие углы жёсткой упаковки товаров проваливаются в ячейки сетки и не повреждают её. В случае с полиэтиленовым пакетом углы быстро прорывают пакет и необратимо его повреждают, что в СССР было существенным фактором, так как обыкновенные пластиковые пакеты были недоступны, их «доставали» и использовали в течение длительного времени (и даже стирали и сушили на верёвках, как постельное бельё).
Помимо прямого назначения (хозяйственная сумка) авоськи применялись:
1. Для хранения овощей: авоська, наполненная луком или чесноком, вешалась на стену.
2. В зимнее время для хранения замороженного мяса, рыбы и т. п. (особенно в местах с холодным климатом): в авоську складывали продукты и вывешивали её на внешней стороне окна.
3. Для ловли раков.
4. Для стирки мелких текстильных предметов в стиральной машине.

## Авоська в искусстве

### Кинематограф
- В телесериале «Гостья из будущего» московский школьник Коля Герасимов, выйдя из дома за кефиром с авоськой с тремя пустыми бутылками, попадает в будущее и испытывает самые невероятные приключения, не выпуская из рук авоськи с бутылками.
- В фильме «Бриллиантовая рука» Семён Семёныч (Юрий Никулин) положил было в авоську пистолет, однако сотрудник милиции его остановил.
- В фильме «Служебный роман» Верочка (Лия Ахеджакова) за глаза обсуждая сослуживицу Ольгу Рыжову (Светлана Немоляева) называет её «крашеной блондинкой в жутких розочках, которая вечно с авоськами ходит».
- В фильме «Стрелец неприкаянный» главный герой ходит в магазин с авоськой.
- В фильме «Жандарм из Сен-Тропе» дочь жандарма Крюшо, собираясь в магазин, держит в руках авоську. Позже они вместе выходят из магазина с продуктами в авоське.
- В фильме «Операция „Ы“ и другие приключения Шурика», в части «Напарник», верзила Федя (Алексей Смирнов) едет в автобусе с авоськой, полной пустых бутылок из-под вина.

### Анекдоты
В эпоху тотального дефицита продуктов конца 1980-х годов появился анекдот за авторством Михаила Задорнова о том, что авоську переименовали в нихренаську (или в нифигаську).